# Lande i lommeformat
Lande i Lommeformat er en serie små hæfter, der udgives af Det Udenrigspolitiske Selskab. 
Hæfterne giver en grundig indføring i over 200 forskellige landes geografi, befolkning, politik, historie og økonomi. De fleste lande har deres eget hæfte, i nogle hæfter er der dog samlet flere lande.

## Ekstern henvisning
- Lande i Lommeformats hjemmeside Arkiveret 16. marts 2014 hos  Wayback Machine